# Виви
Вѝви е голямо сладководно езеро в Азиатската част на Русия, разположено в северозападната част на Евенкски район на Красноярски край.
С площ от 229 km2 е 11-о по големина езеро в Красноярски край и 54-то също по площ в Русия.
Езерото Виви е разположено в северозападната част на Средносибирското плато, на територията на Евенкски автономен окръг на Красноярски край, на 255 m н.в. То е с ледниково-тектонски произход и заема най-ниската част на дълга 87 km и тясна до 5,3 km тектонска падина, разработена от ерозионните процеси и дейността на древния ледник. Ъгловатите му очертания са свързани с нови разломи, разположени почти перпендикулярно на старите. Районът му се отличава с повишена сеизмичност, а бреговете му са покрити с гъсти гори от лиственица. Дълбочинни измервания не са правени, но се предполага, че дълбочината му е от порядъка от 80 до 200 m.
Водосборният басейн на езерото Виви е 3260 km2. В него се вливат над 30 реки, по-големи от които са Огитган, Ковлекте и Вивихорон. От южния му край изтича река Виви (426 km), десен приток на Долна Тунгуска, която е десен приток на Енисей, вливаща се в Карско море.
Подхранването на езерото е снежно-дъждовно. Пролетното покачване на водното равнище започва още преди размразяването му, а максималното му ниво е в средата на юли. В края на септември или началото на октомври езерото Виви изцяло замръзва и ледената покривка се задържа до края на юни. Водата му е чиста, прозрачна и с ниска минерализация.
Богато на риба. По бреговете и във водосборния му басейн няма постоянни населени места. Основната забележителност на езерото е, а на югоизточния му бряг се намира географския център на Русия. Тук на (66°24′56″ с. ш. 94°14′32″ и. д. / 66.415556° с. ш. 94.242222° и. д.), на 21 август 1992 г. е издигнат 7-метров монумент, който на 27 август е тържествено открит. Редом с него е поставен и 8-метров православен кръст.